# Most autostradowy na Łabie w Dreźnie
Most autostradowy na Łabie w Dreźnie (niem.: Elbebrücke Dresden) – most autostradowy o długości 496 m na Łabie, w dzielnicy Drezna Kaditz. Jest częścią autostrady A4.
496-metrowy most o konstrukcji zbrojeniowej został zbudowany w latach 1935–1936 jako część autostrady Berlin-Drezno. W ramach rozbudowy autostrady do drogi o 6 pasach, stary most został zastąpiony nowym w latach 1995 - 1998.